# Jonathan Andersson (skådespelare)

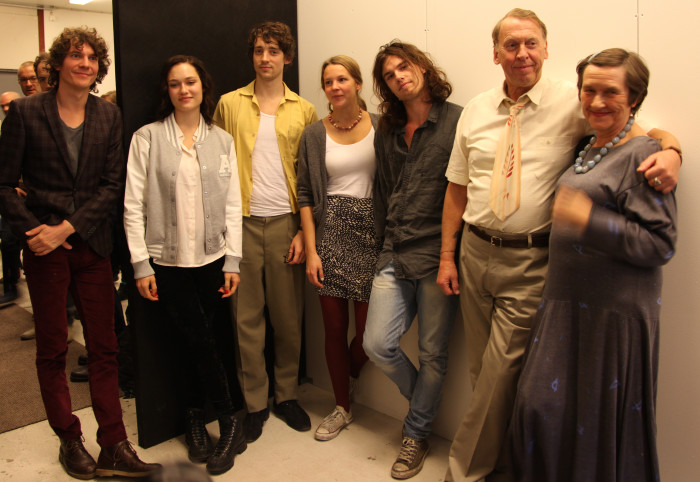
Jonathan Andersson (tredje från höger) tillsammans med övriga skådespelare i Känn ingen sorg.

Jonathan Andersson, född 19 juli 1988, är en svensk skådespelare.
Andersson växte upp i Falkenberg och flyttade till Stockholm i 20-årsåldern. Han är utbildad på Calle Flygare Teaterskola och är medlem i den fria teatergruppen Unga Giljotin. Han långfilmsdebuterade 2013 i rollen som Johnny i filmen Känn ingen sorg. 2014 hade han en av huvudrollerna i miniserien Ettor och nollor.

## TV och film
- 2013 – Känn ingen sorg
- 2014 – Ettor och nollor (TV-serie)
- 2020 – Falkenberg forever (TV-serie)